# Diners Club

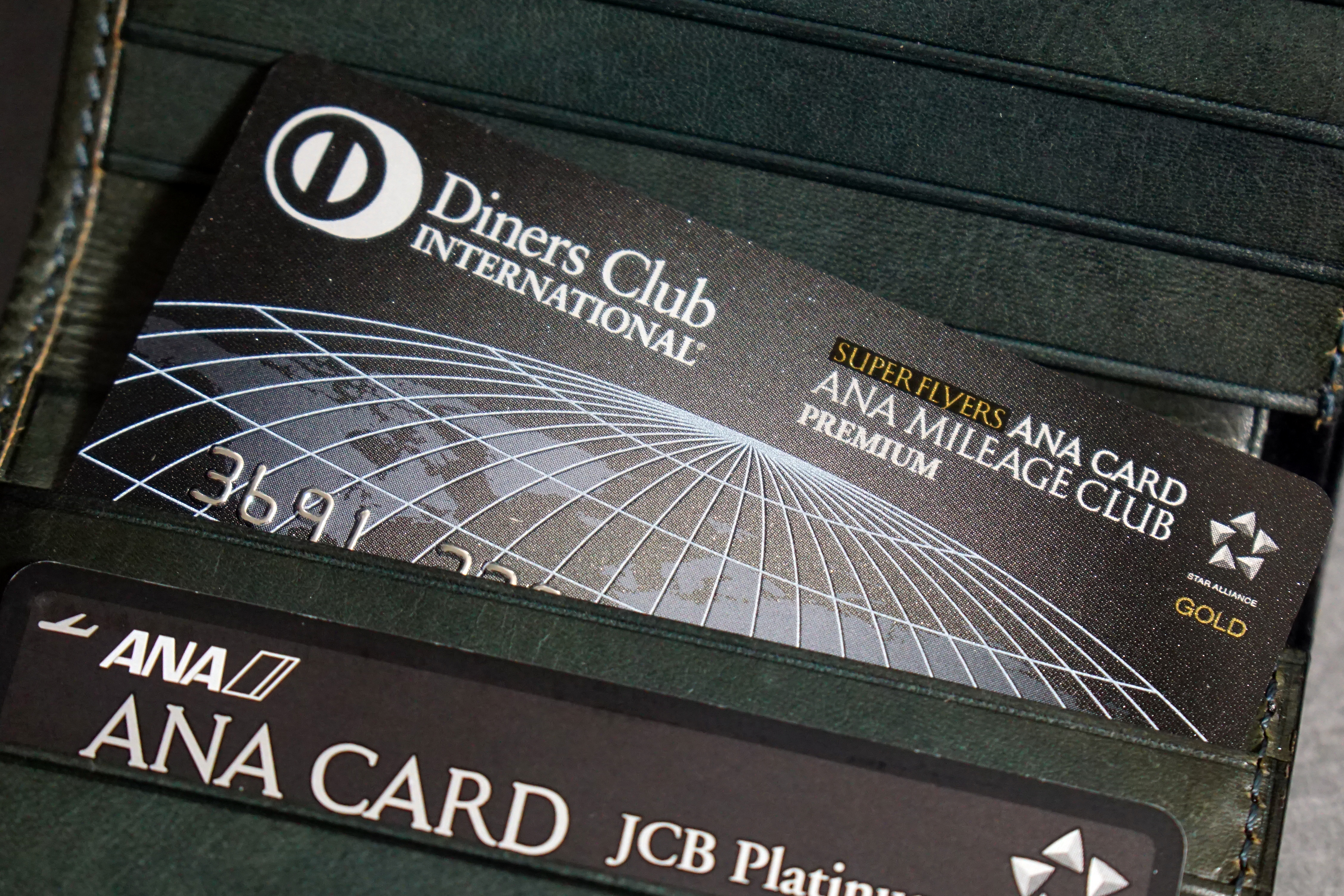
Die „ANA Diners Super Flyers Premium Card“

Diners Club International (DCI), gegründet als Diners Club, ist ein US-amerikanisches Kreditkartenunternehmen im Besitz von Discover Financial Services. Gegründet 1950 von Frank X. McNamara, Ralph Schneider, Matty Simmons und Alfred S. Bloomingdale, ist es das erste unabhängige Zahlungskartenunternehmen der Welt und etablierte erstmals das Konzept eines unabhängigen Anbieters von Karten zum Bezahlen von Reisen und Unterhaltungsangeboten mit gesammelter Abrechnung. Diners Club International gibt selbst jedoch keine Kreditkarten mehr heraus. Dies erfolgt durch national exklusiv lizenzierte Franchiseunternehmen in derzeit 32 Ländern. Das Zahlungsverkehrsnetzwerk, über das die Zahlungen abgewickelt wird, wird wiederum durch die DFS Services LLC betrieben, einer anderen Tochtergesellschaft der Discover Financial Services.

## Geschichte
Am 8. Februar 1950 wurde Diners Club mit einem Startkapital von 1,5 Millionen Dollar gegründet. McNamara konnte einige Restaurants von seinem Konzept überzeugen und gab Anfang 1950 die erste Kreditkarte für 27 Restaurants aus. Im ersten Jahr traten ca. 200 Mitglieder bei. 1952 sorgte der Beitritt des Millionärs Alfred Bloomingdale für den Durchbruch. Seine Reputation und sein Kaufhaus lockten neue Mitglieder und Akzeptanzstellen.
Es gab ca. 20.000 Nutzer Ende 1950 und 42.000 Nutzer im März 1951.
Der Kredit des Diners Club galt dabei allerdings maximal einen Monat, da die Rechnung, typisch für eine Chargecard, monatlich beglichen wurde und nicht, wie später erstmals von der Bank of America ermöglicht, auch später bzw. in Raten.
McNamara glaubte nicht an den langfristigen Erfolg von Diners Club und verkaufte seine Geschäftsanteile 1952 für 200.000 Dollar an seine Geschäftspartner.
1961 führte Diners Club die erste Kreditkarte aus Plastik ein und folgte damit American Express, die schon seit 1959 Plastikkarten ausgaben.
Zehn Jahre später war der Diners Club ein börsennotiertes Unternehmen und begann ein umfangreiches Zusatzprogramm (z. B. Reiseversicherungen) zu entwickeln. Auch im damaligen Ostblock konnte der Diners Club im Jahr 1969 die ersten Geschäfte etablieren, noch vor den anderen Kreditkarten-Unternehmen wie Visa oder Mastercard. 
Mit ihren Kombinationen von Silber-, Gold- oder Elite-Status für die Geschäftsreisenden bot sie ihren wichtigen Kunden den Zugang zu Lounges an Flughäfen weltweit an, weshalb sie ihre Verbreitung vor allem bei internationalen Geschäftsreisenden fand. So wurde im Flughafen Frankfurt Main im Jahr 1977 eine Lounge eröffnet.
Diners Club wurde 1981 von der Großbank Citigroup übernommen. 1992 übernahm Diners Club enRoute, das Kreditkartengeschäft von Air Canada. Im April 2008 verkaufte Citigroup das internationale Kreditkartengeschäft von Diners Club für 165 Millionen US-Dollar an den Zahlungsdienstleister Discover Financial Services und im Jahr darauf das Nordamerikageschäft an die Bank of Montreal.
Die Diners Club Deutschland GmbH teilte am 24. Januar 2014 mit, dass auf Basis einer Neuausrichtung der Geschäftsstrategie das Kartengeschäft in Deutschland mit Wirkung zum 31. März 2014 an die DC Bank AG in Wien als Lizenznehmer übertragen wurde. Die durch die Diners Club Deutschland GmbH ausgegebenen Kreditkarten verloren damit zum genannten Zeitpunkt ihre Gültigkeit. Für die Ausgabe einer neuen Diners-Club-Kreditkarte durch die DC Bank war ein neu zu beantragender Kreditkartenvertrag erforderlich.

## Gegenwart
Die durch die Bank of Montreal in den USA und Kanada herausgegebenen Diners Club Karten erhalten auf der Vorderseite einen Zusatzaufdruck (sog. Cobranding) einer Mastercard-Kreditkarte und deren 16-stellige Kreditkartennummer. Die Zahlungsabwicklung dieser Karten erfolgt über das Mastercard-Netzwerk. Sie können daher an allen Mastercard-Akzeptanzstellen (Verkaufsorte, Geldautomaten) eingesetzt werden. Die Diners-Club-Karten der übrigen international lizenzierten Herausgeber erhalten ein Cobranding der Discover Card auf der Rückseite und können weltweit (wechselseitig) an den jeweiligen Akzeptanzstellen eingesetzt werden. Die Zahlungsabwicklung dieser Karten erfolgt über das Discover-Netzwerk. Durch diese Einbindung können internationale Diners-Club-Karten auch in jenen Netzwerken eingesetzt werden, mit denen entsprechende Vereinbarungen mit Discover Network bestehen:
- in Japan an Akzeptanzstellen des JCB
- in China an Akzeptanzstellen der UnionPay
- in Indien an Akzeptanzstellen der RUPay
- in der Türkei an Akzeptanzstellen der Troy
- in Serbien an Akzeptanzstellen der DinaCard

Wie der Konkurrent American Express besitzt die Diners-Club-Kreditkarte kein offizielles Ausgabenlimit, im Gegensatz zu den in Deutschland angebotenen MasterCards und Visa-Karten. Die Diners-Club-Karte hat als Zahlungskarte auch nicht die gleiche Verbreitung wie ihre Konkurrenten. Da sie weltweit Zugang zu zahlreichen Flughafen-Lounges bietet, wird sie, oft als Firmenkarte, besonders von internationalen Geschäftsreisenden genutzt. Stand 2022 eröffnet Diners Club seinen Mitgliedern den weltweiten Zugang zu rund 1.300 Flughafenlounges. Allerdings verliert dieses Privileg in den letzten Jahren zunehmend an Bedeutung, da die Fluggesellschaften die Notwendigkeit einer besonderen Betreuung auch am Boden vor dem Abflug erkannt haben und ihren Fluggästen den Zugang zu Flughafenlounges über eigene Vielfliegerprogramme und deren gegenseitiger Anerkennung innerhalb von Luftfahrtallianzen offerieren. Einige Fluggesellschaften bieten eine Diners-Club-Karte auch im Rahmen ihres Vielfliegerprogramms an.

## Gründungsmythos
Von Beginn des Diners Club an wurde die vom Mitarbeiter Matty Simmons erfundene Geschichte zur Gründung erzählt: Demnach soll der Gründer McNamara 1949 bei dem Essen in einem New Yorker Restaurant bemerkt haben, dass er seine Geldbörse vergessen hatte und soll – in seinem Stammlokal – als Sicherheit seine unterschriebene Visitenkarte hinterlassen haben. Damit ihm diese Peinlichkeit nicht noch einmal passieren kann, soll er den Diners Club gegründet haben.